# 小野篁

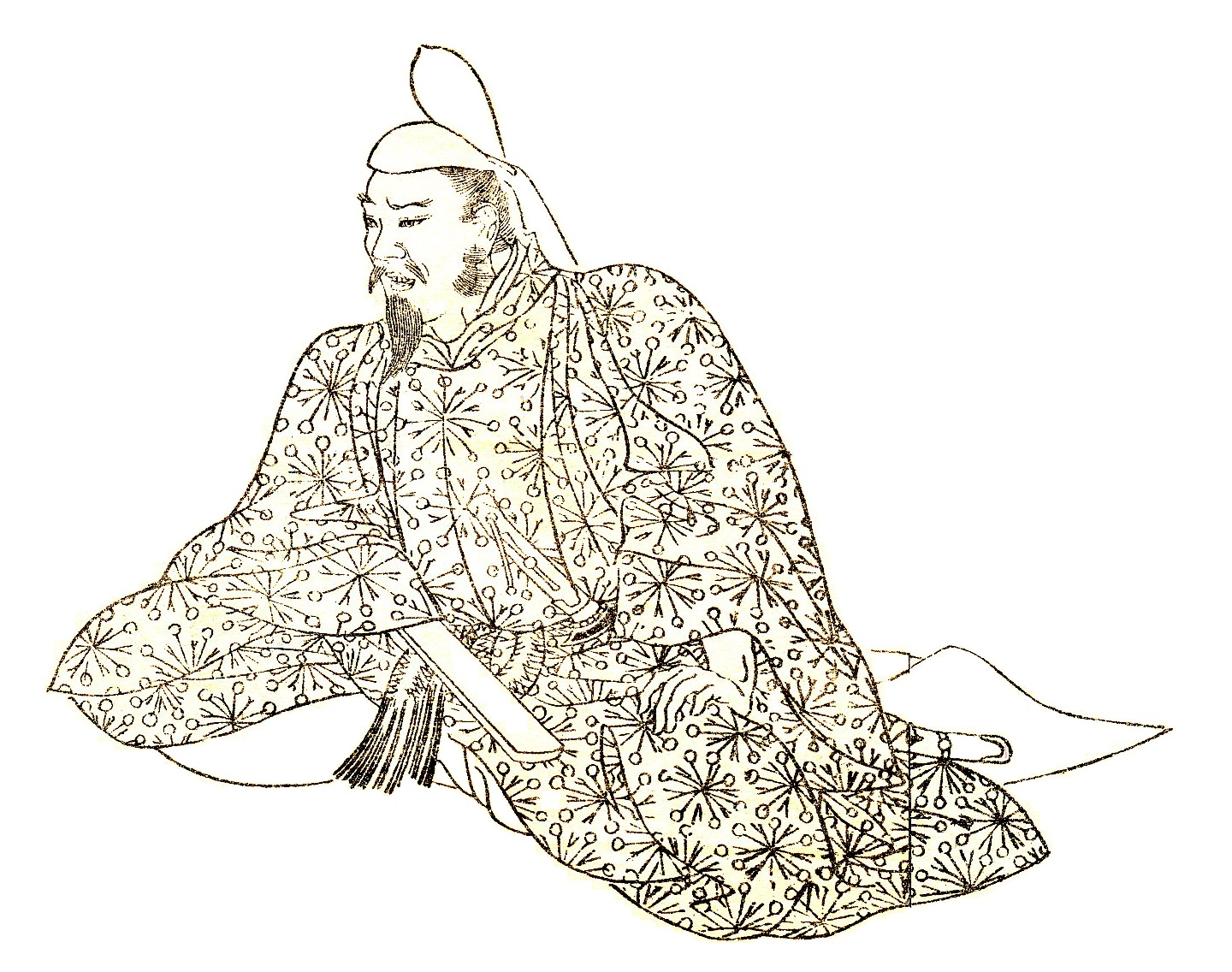
小野篁

小野篁（日语：／ Ono no Takamura，802年（延曆21年）—853年2月3日（仁壽2年12月22日））是平安時代前期的官吏、漢學者、歌人。参議小野岑守之子。官位是從三位・参議。異名「野相公」「野宰相」，因其反骨精神也稱「野狂」。

## 經歷
小野篁是遣隋使小野妹子的末裔，父是小野岑守。三跡之一人小野道風是其孫。其子之一的小野良真據說是小野小町之父。
歷任文章生、大內記、藏人、東宮學士、遣唐副使。承和5年（838年），不滿正使藤原常嗣的專斷，稱病拒絕乘船。作詩「西道謠」批判朝廷，觸怒嵯峨上皇，剝奪官位並配流隱岐。承和7年（840年），受到赦免返回平安京，回復本位。之後歷任藏人頭、左中辨、参議。

### 人物
編纂『令義解』，擅長漢詩文、和歌，『經國集』、『和漢朗詠集』等收錄其作品，和歌有18首選入『古今和歌集』等勅撰和歌集。

## 代表歌

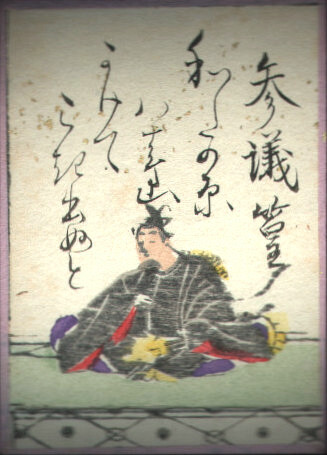
小野篁（百人一首）

わたの原　八十島かけて　漕ぎ出でぬと　人には告げよ　海人の釣舟（百人一首11番）

泣く涙　雨と降らなむ　わたり川　水まさりなば　かへりくるがに（古今和歌集）

## 逸話・傳說
『日本文德天皇實錄』、『今昔物語集』、『宇治拾遺物語』等記載許多小野篁的逸話和傳說，有解讀嵯峨天皇出題的「子子子子子子子子子子子子」或從京都東山的六道珍皇寺（死之六道）的水井前往地獄，補佐閻魔大王審判等。

## 關連作品
- 『地獄幽暗亦無花系列』路生よる
- 『篁破幻草子』結城光流
- 『篁・変成秘抄系列』藤川桂介
- 『總門谷R（鵺編・小町変妖編・白骨編）』高橋克彦
- 『王都妖奇譚』岩崎陽子
- 『鬼燈的冷徹』江口夏實
- 『真・女神轉生 エル・セイラム』西谷史
- 『唐草圖書館來客簿』仲町六繪
- 『淺草鬼妻日記』友麻碧